# Kasan Arena
Kasan Arena er et stadion i Kasan i Rusland. Stadionet blev bygget op til Ruslands værtsskab ved Confederations Cup 2017 og VM i fodbold 2018, og blev indviet i juli 2013. Det er til daglig hjemmebane for Premier League-klubben Rubin Kasan.
Byggeriet af Kasan Arena startede i maj 2010 og blev færdiggjort i juli 2013. Den samlede pris for stadionets etablering var ca. 450 millioner dollars. Stadionet var vært for VM i svømning 2015.

## Confederations Cup 2017
Kasan Arena var et af de fire stadioner, der blev udvalgt til at lægge græs til Confederations Cup 2017. Stadionet var vært for tre indledende gruppekampe samt semifinalen mellem Chile og Portugal.
| Dato          | Tid   | Hold #1  | Res.        | Hold #2 | Runde      | Publikum |
| ------------- | ----- | -------- | ----------- | ------- | ---------- | -------- |
| 18. juni 2017 | 18:00 | Portugal | 2–2         | Mexico  | Group A    | 34,372   |
| 22. juni 2017 | 21:00 | Tyskland | 1–1         | Chile   | Group B    | 38,222   |
| 24. juni 2017 | 18:00 | Mexico   | 2–1         | Rusland | Group A    | 41,585   |
| 28. juni 2017 | 21:00 | Portugal | 0–0 (0–3 p) | Chile   | Semi-final | 40,855   |

## VM i 2018
Som et ud af i alt 12 stadioner blev Kasan Arena udvalgt som spillested ved VM i fodbold 2018. Det blev besluttet, at stadion skulle lægge græs til fire gruppespilskampe, en 1/8-finale og en kvartfinale.

## Galleri
- Pladsen foran Kasan Arena
- Stadionet under Universidade 2013
- Udsigt over Kasan Stadion med Kasan i baggrunden
- Byggeriet af Kasan Arena i gang (2012)